# 아서 쾨슬러
아서 쾨슬러(Arthur Koestler 아서 케스틀러[*] CBE, 1905년 9월 5일 ~ 1983년 3월 1일)는 영국의 작가로, 수필·소설·전기 등에 걸쳐 다작을 하였다.

## 저서
- 《한낮의 어둠》(Darkness at Noon)